# Xysticus khasiensis
Xysticus khasiensis is een spinnensoort uit de familie van de krabspinnen (Thomisidae).
De wetenschappelijke naam van de soort werd in 1980 gepubliceerd door Benoy Krishna Tikader.